# Яванська кухня

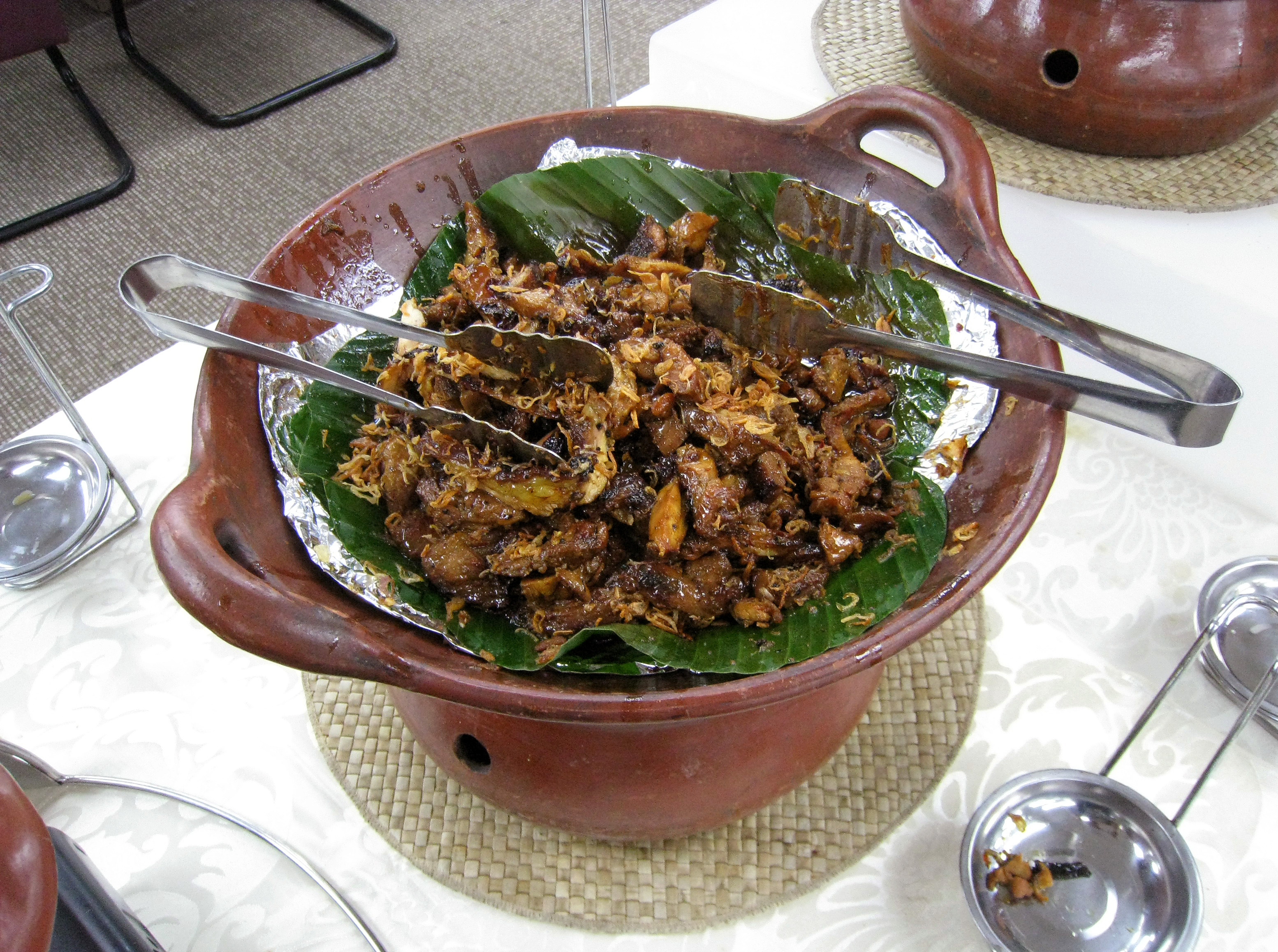
Яванська страва з курки, вареної або тушкованої в (kecap manis). Характерна для всієї індонезійської кухні, в яванському варіанті зазнала впливу китайських кулінарних традицій.

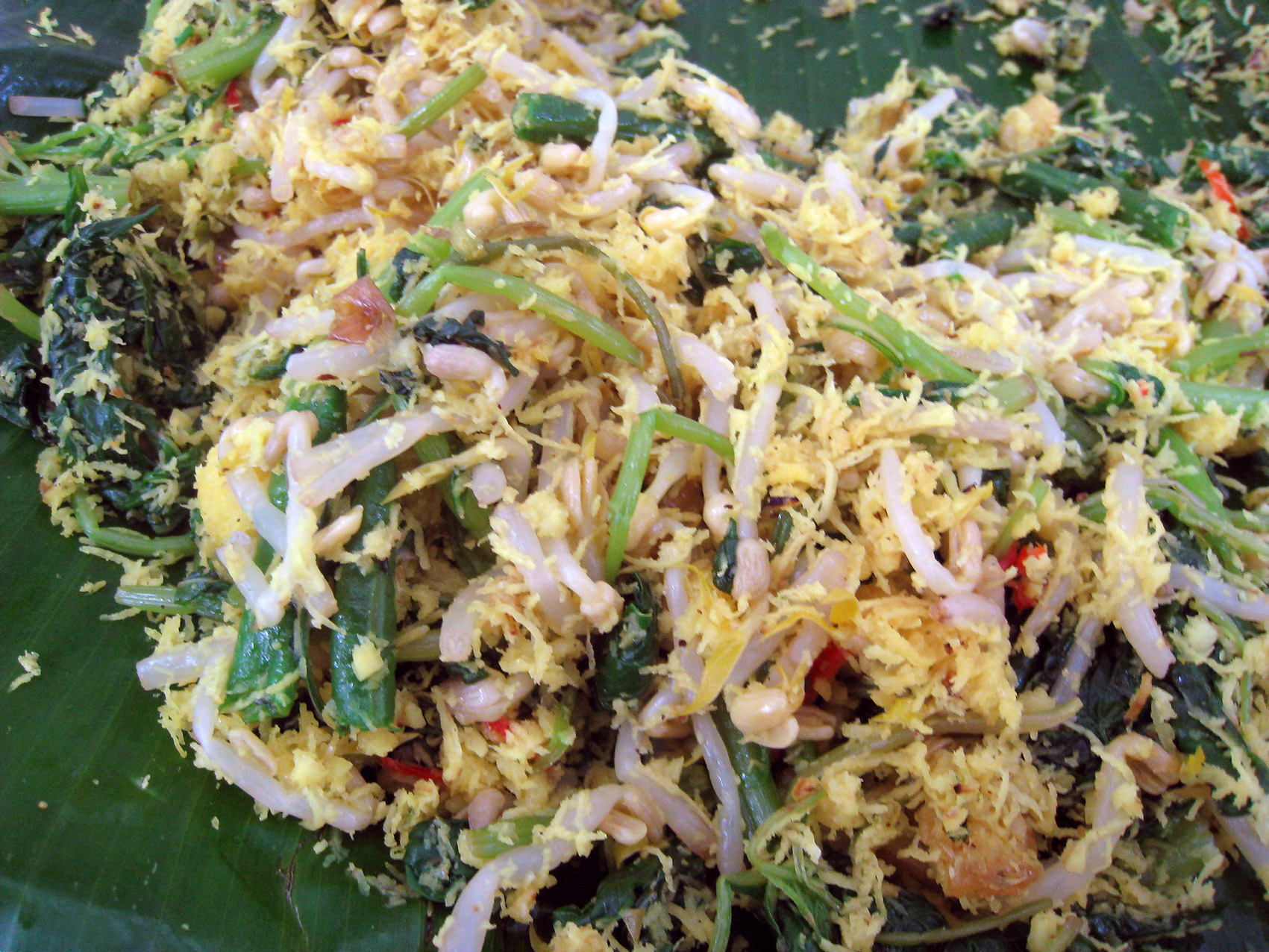
Страва яванської кухні має свої варіанти залежно від регіону

Яванська кухня (інд. Masakan Jawa) — кулінарні традиції яванців, найчисельнішого народу Індонезії, що проживає компактно на острові Ява (переважно в його центральній та східній частинах) і дисперсно практично по всій території країни. Є найважливішою складовою індонезійської кухні. Національні кухні інших народів та етнічних груп, що проживають на Яві — сундів, бетаві, мадурців та інших — до яванської не відносяться.
Рецепти страв та кулінарні традиції яванської кухні часто привозять до інших регіонів та країн представники яванської діаспори та іноземці, які жили на Яві та освоїли цю кулінарну культуру. Яванська кухня вважається солодкою, оскільки саме цьому смаку традиційно віддають перевагу в Джокьякарті. Однак яванські регіони включають не лише Джокьякарту. Наприклад, на півночі та північному сході Центральної Яви смак зазвичай солоний та пряний. На Східній Яві рівень гостроти зростає.
Сьогодні, коли яванці стають мобільнішими й переїжджають в інші регіони, цей стереотип переваг у прив'язці до регіональних особливостей яванської кухні застарів. Поширеність яванської кухні стає більш широкою і повсюдною. Ряд страв вийшли за межі яванської та індонезійської кухонь та отримали міжнародне визнання та широко вплинули на кулінарні традиції інших країн та народів.

## Історія
Стародавні страви та рецепти згадуються в ряді яванських прасасті (написів), і сучасним історикам вдалося розшифрувати деякі з них. У написах епохи Меданг Матарам приблизно з 8 по 10 століття згадується кілька стародавніх страв, серед яких Хаданган Харанг (сатей з фаршу водяного буйвола, схожа на сьогоднішній балійський сате ліліт), Хаданган Мадура (м'ясо водяного буйвола з солодким пальмовим цукром) та Дунду Пуенган (вугор, приправлений лимонним базиліком). До стародавніх напоїв відносяться Налака Раса (сік цукрової тростини), Джаті Вангі (жасминовий напій) та Кінка (ферментований сік тамаринду). Також різні Кулубан (варені овочі, що подаються в спеціях, схожі на сьогоднішній urab) та Пхаламула (варені ямс та бульби, що подаються з рідким пальмовим цукром).
У яванській культурі їжа є невід'ємною частиною традиційних церемоній. Наприклад, церемонія селаматан, що часто проводиться на знак подяки, зазвичай включає спільний бенкет, на який запрошуються учасники, гості та присутні, щоб разом поїсти. Їжа зазвичай готується, вариться та подається разом. Це також символізує gotong-royong (спільну роботу), гуюб (гармонійний дух громади), достаток та подяку.
Більшість страв яванської кухні є споконвічними. Багато страв увійшли до сучасної індонезійської культури як «національні страви». Деякі з них стали джерелом натхнення для багатьох інших регіональних страв, таких як лонтонг (яв. Lonthong), тумпенг, крупук, джаджан пасар та багато інших.
Іноземний вплив на яванську кухню можна побачити в деяких стравах, таких як бакмі та смажений рис (китайська), сате (арабська) та карі (індійська).

## Інгредієнти
Рис є важливою продовольчою культурою на Яві з давніх часів. Яванці шанують Деві Шрі як богиню рису та родючості. Пропарений рис є основним продуктом харчування і подається до столу під час кожного прийому їжі. Тумпенг, жовтий рис у формі конуса, необхідний для сламетан, традиційних яванських церемоній. Рис може бути перероблений в лонтонг або кетупат, приготований в кокосовому молоці як насі лівет або пофарбований куркумою як насі кунінг (жовтий рис). Інші джерела вуглеводів, такі як гаплек (сушений маніок), іноді змішуються з рисом або замінюють його. Гаплек зазвичай споживається бідняками у часи лихоліття, коли рису не вистачає. Бульби, такі як батат, таро і солодка картопля, вживаються як перекуси між прийомами їжі. Хліб та інші злаки, крім рису, рідкість, хоча локшину та картоплю часто подають як супровід до рису. Картоплю часто варять, потім роблять пюре, надають йому форму дисків, приправляють спеціями, вмочують у збиті яйця і обсмажують у перкедел. Пшенична локшина, біхун (рисова вермішель) і кветіау - це вплив китайської кухні. Яванці перейняли ці інгредієнти і зробили їх своїми, додавши Кекап Маніс (солодкий соєвий соус) і місцеві спеції для створення Бакмі Джава, бакмі ребус і біхун горенг. Овочі займають важливе місце в яванській кухні, особливо в таких стравах з великим вмістом овочів, як пекель, лотек та урап.
Яванська страва насі гудег, яка складається з (зверху за годинниковою стрілкою): кречек (крекер зі шкіри буйвола зі спеціями), аям горенг (смажена курка), опор телур пінданг (яйце зі спеціями в кокосовому молоці) та гудег (недозрілий джекфрут, зварений у кокосовому молоці).
Кокосове молоко, арахісовий соус, гула джава (пальмовий цукор), асем джава (тамаринд), петіс, терасі (креветкова паста), цибуля шалот, часник, куркума, галангал, імбир та чилі самбал – поширені інгредієнти та спеції, які можна зустріти в яванській кухні. Популярні прісноводні риби, такі як короп, тилапія, гурамі і сом, а в прибережних яванських містах популярні такі морепродукти, як тунець, червоний луціан, ваху, скат, анчоус, креветки, кальмари та різна солона риба. Курка, козлятина, яловичина, баранина та ягнятина – популярні види м'яса в яванській кухні. Поряд із звичайною фермерською куркою, популярна і цінується аям кампунг, або курка, вирощена на вільному вигулі, за її пісніший та натуральніший смак. Майже 90% яванців — мусульмани, і, отже, більшість яванської кухні виключає свинину. Однак у невеликих анклавах католицького яванського населення навколо Мунтілану, Магелангу, Джокьякарти і Клатену свинина може вживатися. Деякі етнічні групи в Індонезії використовують у своїй кухні свинину та інші джерела білка, які вважаються харам за мусульманськими дієтичними законами, найбільш помітні в балійській кухні, індонезійській китайській кухні, кухні батак і кухні манадо.

## Торгові точки
Яванські домогосподарства зазвичай щоранку купують свіжі продукти на місцевому ринку, готують і подають їх пізно вранці, щоб здебільшого вжити на обід. Залишки їжі зберігаються, щоб потім знову розігріти на вечерю. Крім домашніх сімейних страв, страви яванської кухні подаються від скромних вуличних візків та варунгів до шикарних ресторанів у п'ятизіркових готелях. Невеликі сімейні варунги – це бюджетні варіанти вуличної кухні, де подають все, починаючи від сімейних страв для повноцінного обіду та закінчуючи закусками. Популярними закладами простої яванської кухні є бюджетні варунги Тегал, які в основному засновані яванцями з міста Тегал, і вуличні візки Ангкриган в Джокьякарті і Соло, де продаються дешеві сего кусинг і різні уеданги (гарячі напої).
В яванській традиції прийнято обідати в стилі лесехан, тобто сидячи зі схрещеними ногами на циновці перед столом із короткими ніжками. Це було розпочато як вулична їжа «Лесехан» (варунг лесехан), популярна серед туристів на вулиці Маліоборо в Джокьякарті. Сьогодні кіоски з яванською їжею лесехан можна знайти в кількох містах, включаючи Суракарта, Суракарту, Семаранг і Джакарта.

## Яванські напої
- Давет: желе із зеленого рисового борошна, подається з гулу джава (пальмовий цукор), сантен (кокосове молоко) і льодом.
- Ес асем або гула асем: сік тамаринду з гула джава (пальмовим цукром) і льдом.
- Тех посі Тегал: чай, заварений у глиняному чайнику, подається із кам'яним цукром. Тегал, місто в Центральній Яві є великим виробником високоякісного чаю.
- Ведханг ронде: гарячий яванський десерт з кульок клейкого рису з начинкою з арахісової пасти, що плавають у гарячому та солодкому чаї з імбиру та лемонграсу.
- Ведханг Ангсл: гарячий суповий десерт з перлин санго, попередньо звареного клейкого рису і бобів мунг, путу маянг (яскраво пофарбовані борошняні коржики у формі локшини) і смаженого арахісу, залитий гарячим і солодким кокосовим молоком.
- Ведханг увух: гарячий яванський гвоздиковий напій.